# Гродзовский, Мотель Калманович
Мотель Калманович Гродзо́вский (1894—1951) — советский учёный в области горения углерода, доктор технических наук, профессор, лауреат Сталинской премии второй степени (1950).

## Биография
В 1926 году указан как заведующий физико-химической лабораторией Государственного научного института охраны труда (Вся Москва: адресная и справочная книга… / Товарищество А. С. Суворина — «Новое время»". — Москва : Товарищество А. С. Суворина «Новое время», 1875—1917. на 1926 год) (Девичье поле).
В 1930-е годы работал в Государственном институте азотной промышленности, где совместно с З. М. Чухановым предложил новый способ газификации твердого топлива — скоростную газификацию (при высоких скоростях фильтрации).
Утверждён в ученой степени доктора технических наук на основании защиты 10 июня 1940 года при Совете ЭНИАН имени Г. М. Кржижановского АН CCCP диссертации на тему «Диаграммы теплообмена — графо-аналитический метод расчета и основы рационального проектирования конвекционных теплообменных поверхностей и каналов при переменных коэффициентах теплопередачи».
В 1940-е годы работал в МИСиС. 
С 1949 года заведующий лабораторией Всесоюзного научно-исследовательского института подземной газификации углей «ВНИИподземгаз».
Умер в 1951 году. Похоронен в Москве на Ваганьковском кладбище (участок № 19).
Сын? — Гродзовский Дориан Мотелевич (9.9.1926), участник войны.
- Сталинская премия второй степени (1950) — за теоретические и экспериментальные исследования процесса горения углерода, изложенные в монографии «Горение углерода» (1949)

Сочинения:
- Анализ воздуха в промышленных предприятиях : Руководство к хим. исследованию вредных газов и пыли в воздухе фабрично-заводских помещений / Химик М. К. Гродзовский ; Под ред. и с предисл. проф. Г. В. Хлопина. — Москва : Вопросы труда, [1925] (Гос. трест Киев-печать, 4 тип.). — 330, [3] с., 1 л. черт. : табл., черт.; 23 см.
- Чем дышит рабочий на фабриках и заводах : Вредные свойства воздуха в металлообрабатывающих производствах (цехах: кузнечные, чугунно,-медно-,-сталелитейные и прокатные) / М. К. Гродзовский. — Москва : Вопросы труда, 1925. — 37 с.; 20 см.
- Горение углерода / Предводителев, А. С., Л. Н. Хитрин, О. А. Цуханова, Х. И. Колодцев, М. К. Гродзовский. − М.−Л.: Изд-во АН СССР. − 1949. − 407 с.